# HMS Visby (J11)
HMS Visby (J11) var en stadsjagare i svenska flottan som byggdes på Götaverken och sjösattes 16 oktober 1942 som den första av fyra jagare i Visby-klassen Visby genomgick flera ombyggnader efter kriget, och blev tillsammans med systerfartyget HMS Sundsvall (J12) föremål för de stora förändringarna. Alla fyra fartygen i Visby-klassen byggdes om till fregatter mellan 1964 och 1966. Visby utrangerades 1 juli 1982, och användes senare som mål för skjutning med Robot 15. Fartyget såldes 1984 för skrotning i Spanien.

## Utformning och bestyckning
Visby var 97,5 meter lång och 9,2 meter bred. Skrovet var byggt av stål medan överbyggnaderna var byggda av lättmetall. Den huvudsakliga överbyggnaden stod strax för om midskepps och inrymde bland annat manskapskök, styrhytt och manövreringshytt samt kommandobrygga. Maskineriet bestod av tre oljeeldade ångpannor typ Penhoët A som genererade ånga åt två stycken de Laval ångturbiner på 36 000 hästkrafter, vilka i sin tur drev två propellrar. Detta maskineri gav fartygen en maxhastighet av 39 knop. Huvudartilleriet bestod av tre stycken 12 cm kanoner m/24 och det övriga luftvärnet utgjordes av åtta 40 mm luftvärnsautomatkanoner m/36. Dessutom fanns luftvärnskulsprutor och torpedtuber, och drygt 40 minor och 16 sjunkbomber kunde medföras.

## Historia
Visby byggdes på Götaverken i Göteborg och kölsträcktes den 29 april 1942 och sjösattes den 16 oktober samma år. Efter provturer och bestyckning kunde fartyget levereras till marinen i augusti 1943. Efter leveransen sattes Visby in i kustflottan, där hon tjänstgjorde under återstoden av andra världskriget.

### Ombyggnad
I början av 1960-talet genomgick Visby en omfattande ombyggnation. Den förliga och aktra 12 cm kanonen byttes ut mot 57 mm luftvärnsautomatkanoner m/50D och den tredje togs bort och ersattes av en 37,5 cm antiubåtsraketpjäs. Vidare tillkom ytterligare två sjunkbombsfällare m/33 och minkapaciteten utökades till 130 minor. Helikopteplattform byggdes och ny eldledning installerades med en ny radarantenn i en radom på bryggdäck. År 1965 omklassades fartyget till fregatt.

### Utrangering
Visby utrangerades den 1 juli 1982, vartefter hon användes som målfartyg för provskjutning med RBS 15 innan hon år 1984 såldes för skrotning i Spanien.

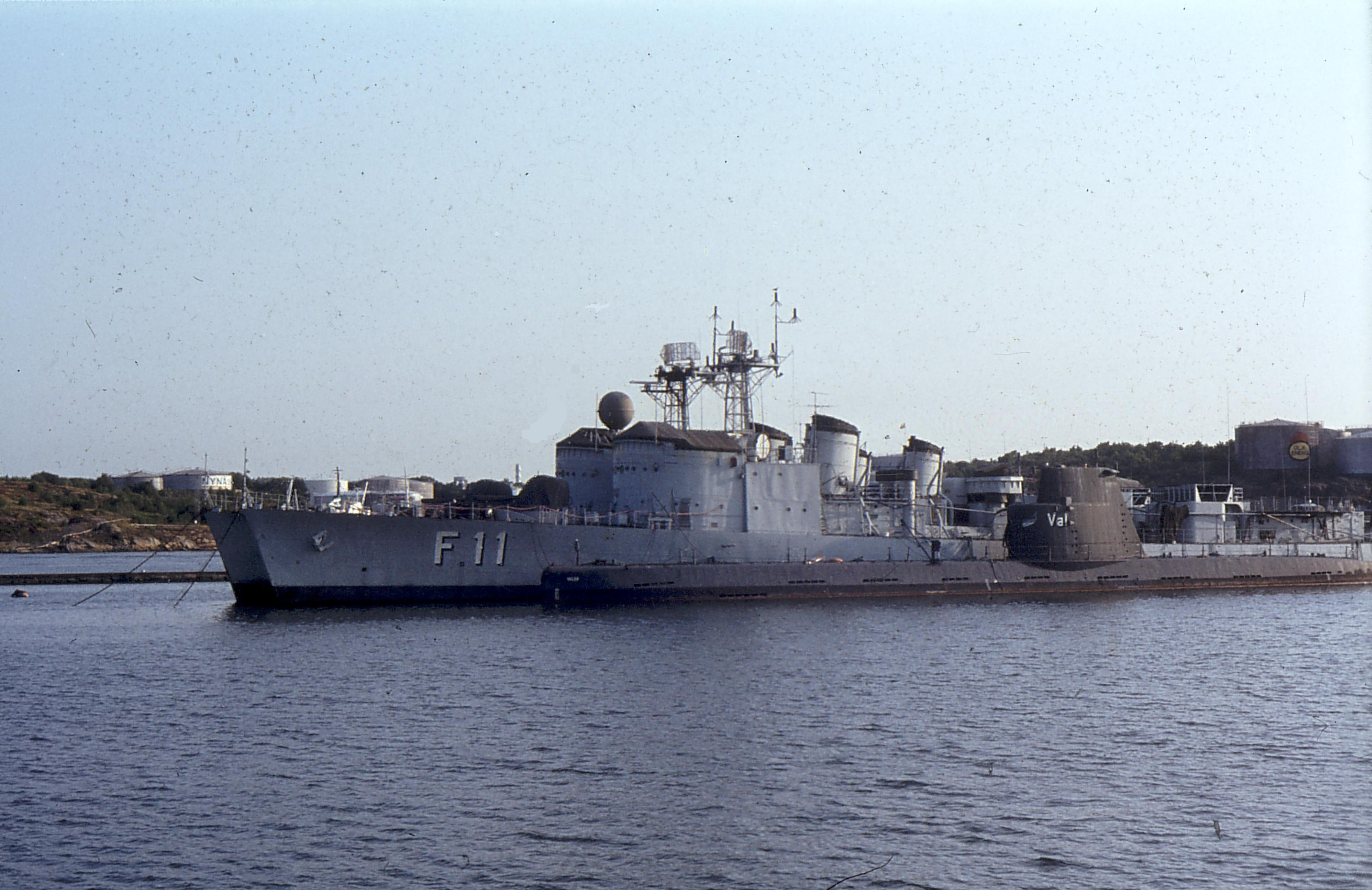
Visby och Sundsvall som fregatter i Göteborg efter utrangering, sommaren 1982.

## Bildgalleri

Visbys vapen.
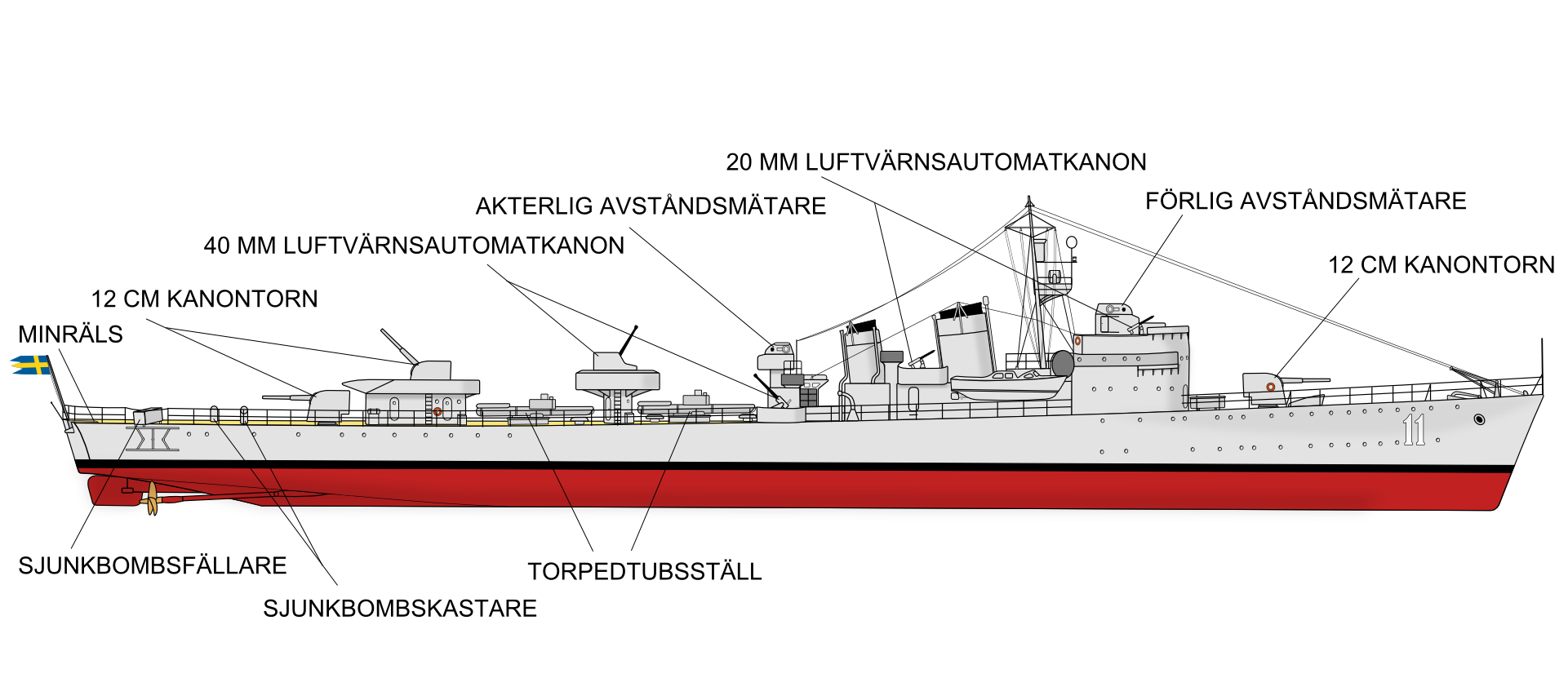
Visbys utseende som jagare.
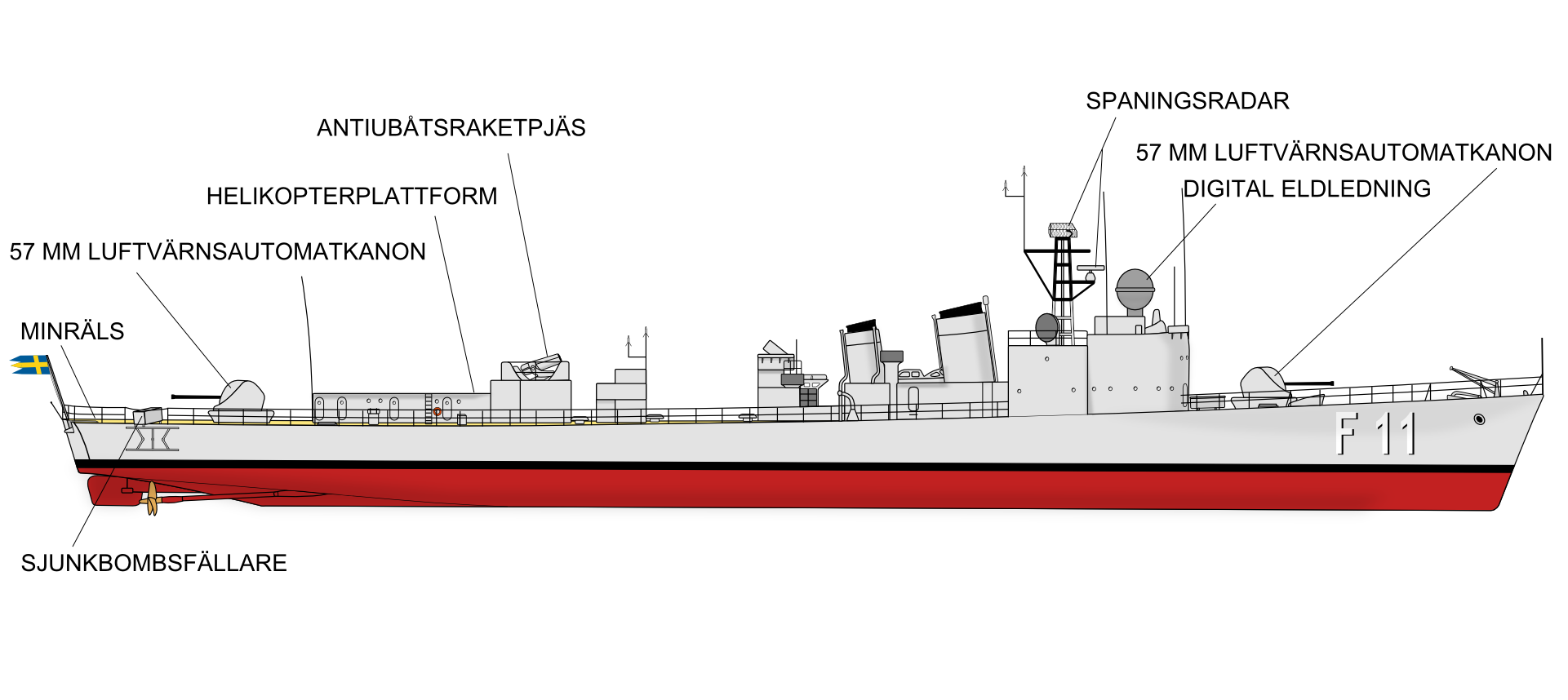
Visbys utseende som fregatt.
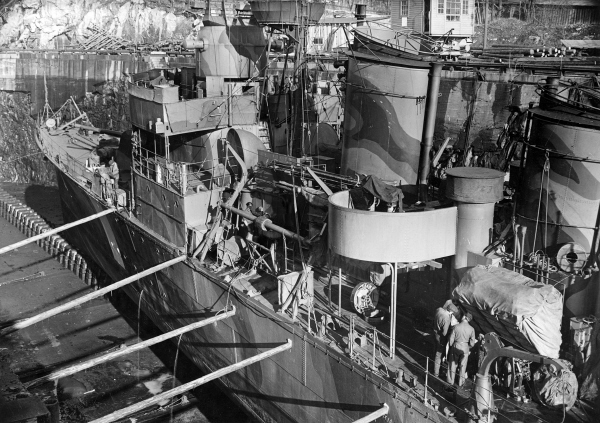
Visby i torrdocka under andra världskriget
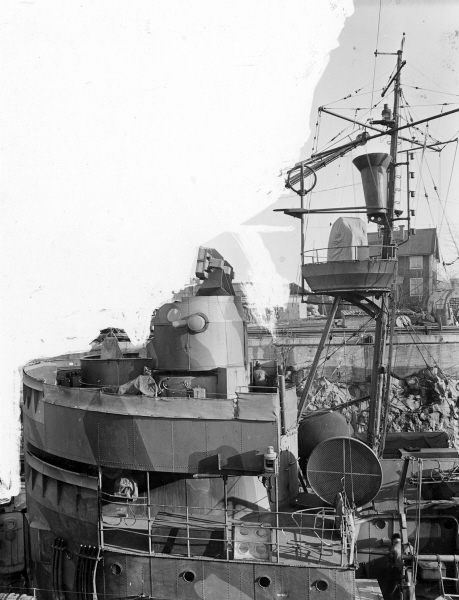
Kommandobryggan år 1945
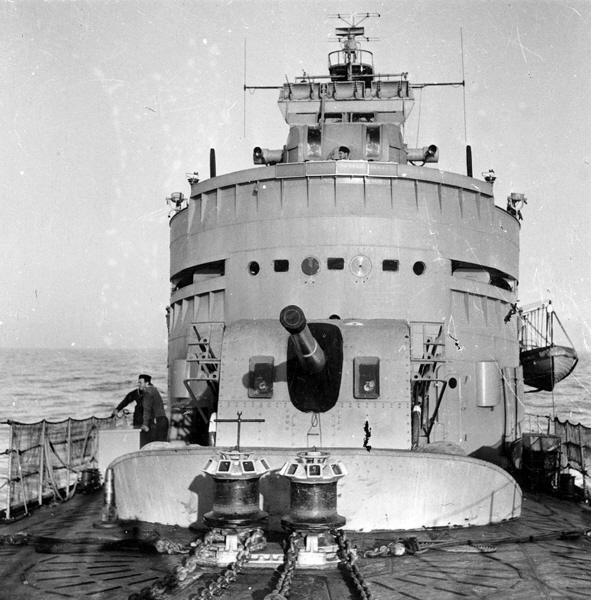
Vy förifrån som visar det förliga kanontornet